# Esther López Martín
Esther López Martín (Palma, 1986) és una actriu mallorquina i membre cofundadora de la companyia de teatre La Calòrica.
Es va llicenciar en Art Dramàtic a l'Institut del Teatre de Barcelona. En acabar, juntament amb uns amics, fundaren La Calòrica. A més d'actuar amb ells, ha participat en diferents espectacles de la companyia Corcada Teatre. És coneguda per la interpretació del personatge de Neus Perelló, protagonista de la premiada sèrie d'IB3 Mai neva a Ciutat.
L'any 2019, va rebre el Premi Somriu de la Ràdio i la Televisió en la categoria de Millor Actriu de les Illes. Aquest mateix any protagonitzà, juntament amb els seus companys de sèrie Maria Bauçà i Josep Orfila, el pregó de les festes de Sant Sebastià de Palma.